# أماندا بنوب
أماندا بنبوب (بالإنجليزية: Amanda Banoub)‏ هي ممثلة وعارضة أمريكية من أصل مصري ولدت في يوم 4 نوفمبر 1986 في مدينة لوس أنجلوس في كاليفورنيا في الولايات المتحدة، في مايو ظهرت صورها في الصفحة الرابعة من مجلة إن أو إكس.